# Санта-Мария-ин-Арачели
Базилика Санта-Мария-ин-Арачели (итал. Basilica di Santa Maria in Ara Coeli al Campidoglio) — церковь Девы Марии, находящаяся на вершине Капитолийского холма в Риме. Полное название — базилика Святой Девы Марии «Жертвенник Небесный» на Капитолийском холме. Храм имеет титул «малой базилики» (Minor Basilica).

## Титулярная церковь
Церковь Санта-Мария-ин-Арачели является титулярной церковью. Кардиналом-священником с титулом церкви Санта-Мария-ин-Арачели с 21 февраля 1998 года, является итальянский кардинал Сальваторе Де Джорджи.

## История

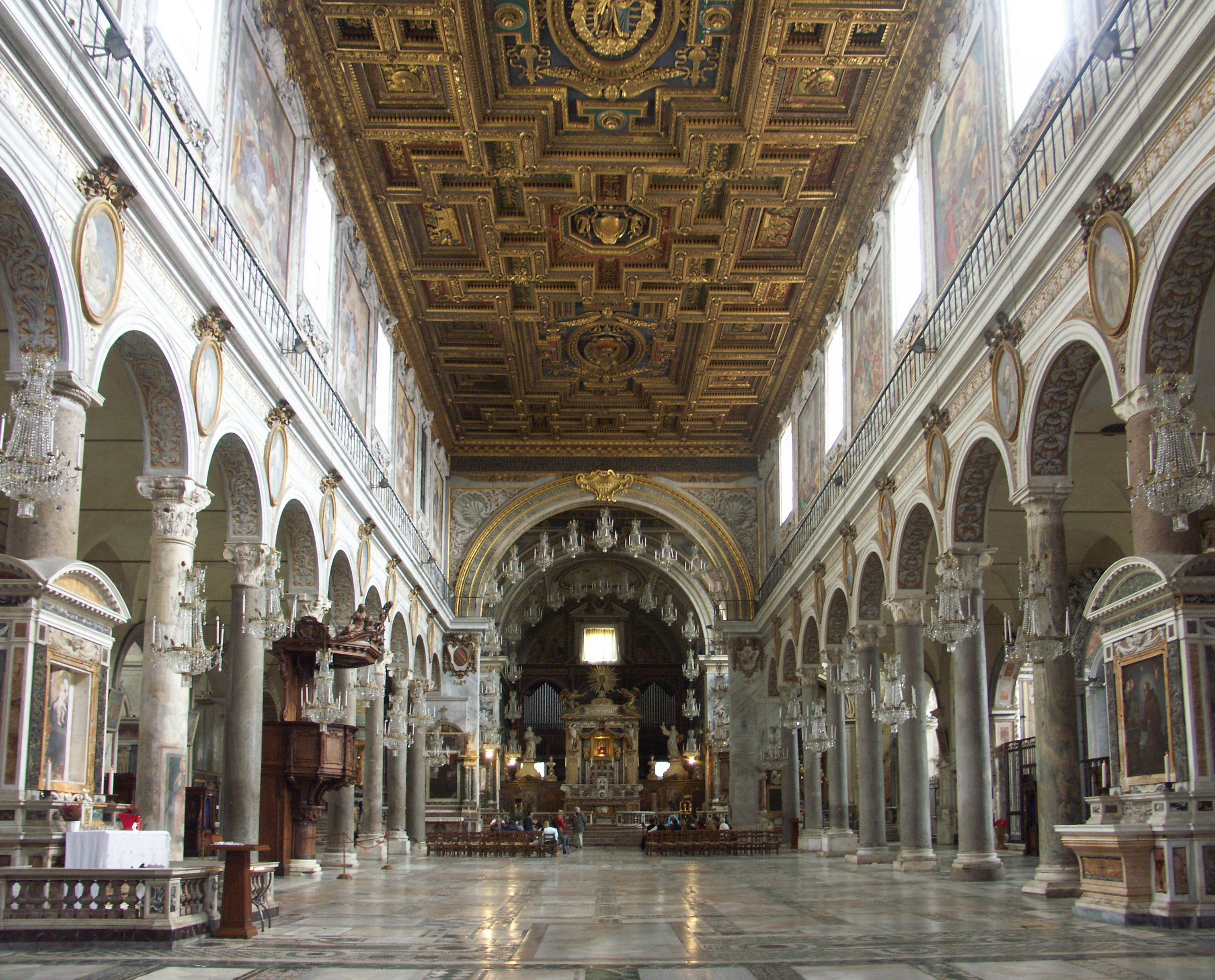
Главный неф церкви

С этим местом связана известная история, дошедшая до нас благодаря книге римского историка Тита Ливия «История от основания города» («Ab urbe condita») о том, как «гуси спасли Рим». В 390 году до н. э. галлы Бренна под покровом ночи окружили Капитолийскую крепость и попытались захватить её, забравшись по отвесной стене. Защитники крепости крепко спали, и даже собаки ничего не почуяли. Однако встревоженные гуси, которых, несмотря на острейшую нехватку продовольствия, до сих пор не съели, поскольку они были посвящены Юноне, громко загоготали и разбудили начальника крепости Марка Манлия, который поднял тревогу. Так римляне смогли сбросить нападавших вниз и дать отпор галлам. Эта история описана Л. Н. Толстым в рассказе «Как гуси Рим спасли». Как представляется, это событие предполагает существование языческого храма на этом месте, что подтверждают архитектурные артефакты, найденные в саду около нынешнего храма и датируемые концом VI — началом V века до н. э.
В средневековом путеводителе по Риму для паломников «Mirabilia urbis Romae» («Чудеса города Рима») приведена история о том, что в I веке до н. э. сенаторы императора Октавиана Августа стали просить у него поклониться ему как Богу. Тогда император призвал Тибуртинскую сивиллу, которая через три дня предсказала ему пришествие во плоти Царя, который будет судить мир. После этого императору было видение Девы Марии с Младенцем, и он услышал голос, говорящий ему, что это алтарь Сына Божия. Это видение произошло в палате императора Августа, где затем была построена церковь Святой Марии Капитолийской. С XIII века этот храм называется храмом Девы Марии «Ара Чели» (лат. Аra Сeli, «Алтарь Небес» или «Жертвенник Небесный»). Это название зафиксировано в 1323 году в государственном архиве Рима.
На месте сегодняшней базилики с 344 году до н. э. предположительно находился храм богини Юноны Монеты («Монета» в переводе с латыни означает «предостерегающая» или «советница»). Возможно, этот храм находился в другом месте. При храме чеканили римские деньги, которые и стали называть по имени Юноны Монеты — монетами.
В VIII веке греческие монахи основали небольшую церковь недалеко от храма Юноны. В 1249 году папа Иннокентий IV передал это место францисканцам, построившим совершенно новую церковь, изменив её ориентацию (ранее фасад выходил на восток). Они начали строить колокольню, но не завершили её, потому что в 1260 году было решено, что колокольни ― это роскошь, несовместимая с правилами Ордена. В конце XIII века после перестройки по проекту Арнольфо ди Камбио храм приобрёл романо-готические черты, а в 1291 году был снова освящён.
В 1348 (по другим сведениям в 1350) году при правителе Кола ди Риенцо, в благодарность Богоматери за избавление Рима от чумы, была сооружена мраморная лестница к фасаду храма из 124 ступеней. По преданию, чума прекратилась после того, как горожане организовали торжественную процессию с иконой Мадонна Арачели из этого храма. Автором проекта лестницы был Лоренцо Симоне ди Андреоццо.

## Архитектура церкви

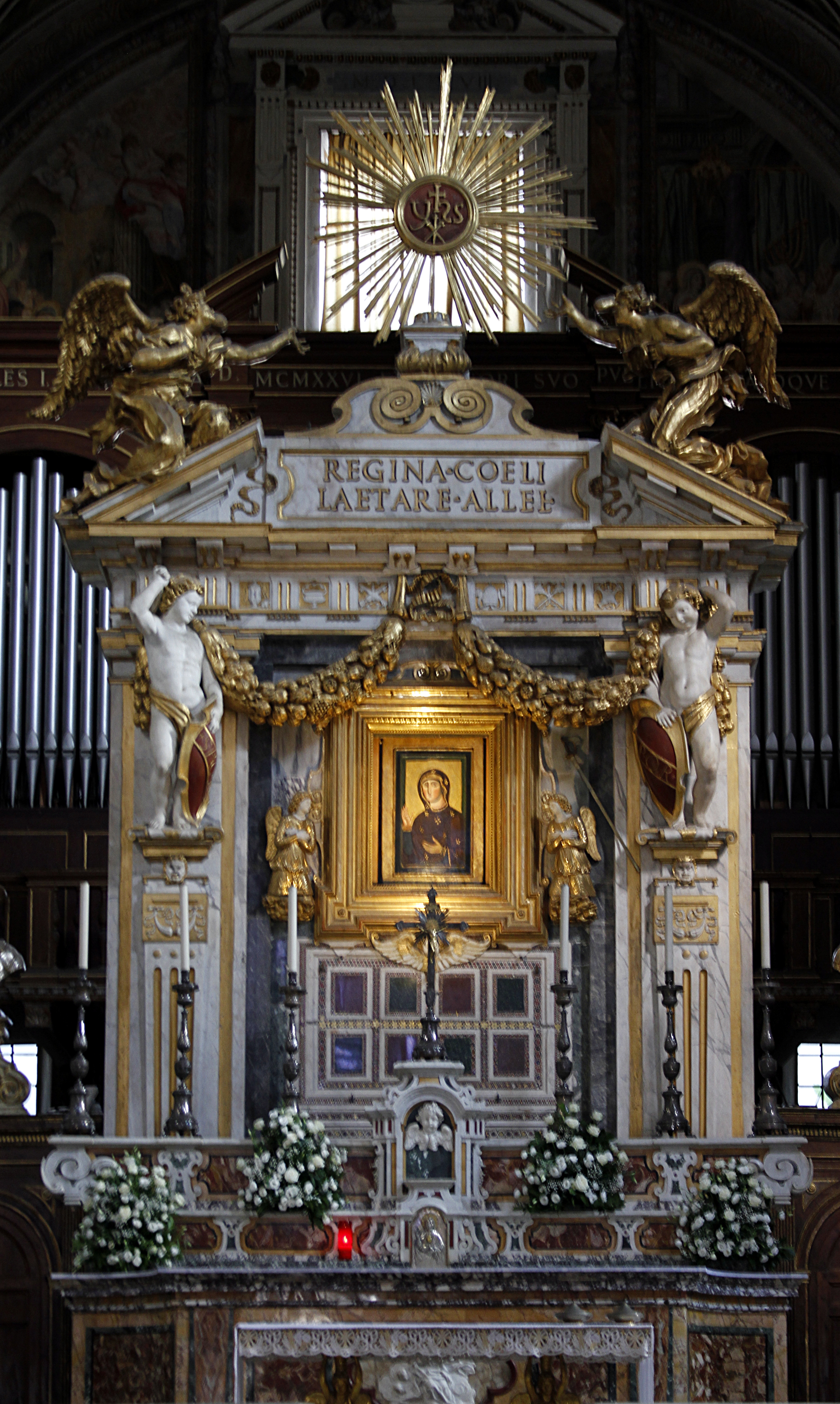
Главный алтарь церкви, XVII—XVIII века

Фасад церкви выглядит сурово, он не имеет мраморной облицовки, как и многие итальянские церкви того времени. Имеются три беломраморных романо-готических портала и малые ажурные окна-розы.
Храм имеет три нефа, слегка выступающий трансепт. Центральный неф перекрыт кессонированным потолком. Нефы разделяют два ряда из двадцати двух гранитных колонн различных ордеров, заимствованных из разных античных построек. Колонны связаны полуциркульными ренессансными арками. В интрадосах арок и антрвольтах триумфальной арки — ренессансные орнаменты.
Кессонированный деревянный потолок создан по заказу папы Пия V по проекту Фламинио Буланже в 1572—1574 годах по случаю победы папского флота над турками в морской битве при Лепанто 7 октября 1571 года. В центре потолка находится образ Девы Марии с Младенцем, рядом ― герб папы Пия V и военные трофеи. Маркантонио II Колонна, командующий флотом, преподнёс серебряную колонну со статуей Девы Марии.
Мозаичный мраморный пол — работа мастеров Космати XIII века с многочисленными вставками надгробных плит XIII—XVI веков, многие из которых полустёрты ногами прихожан.

## Святыни

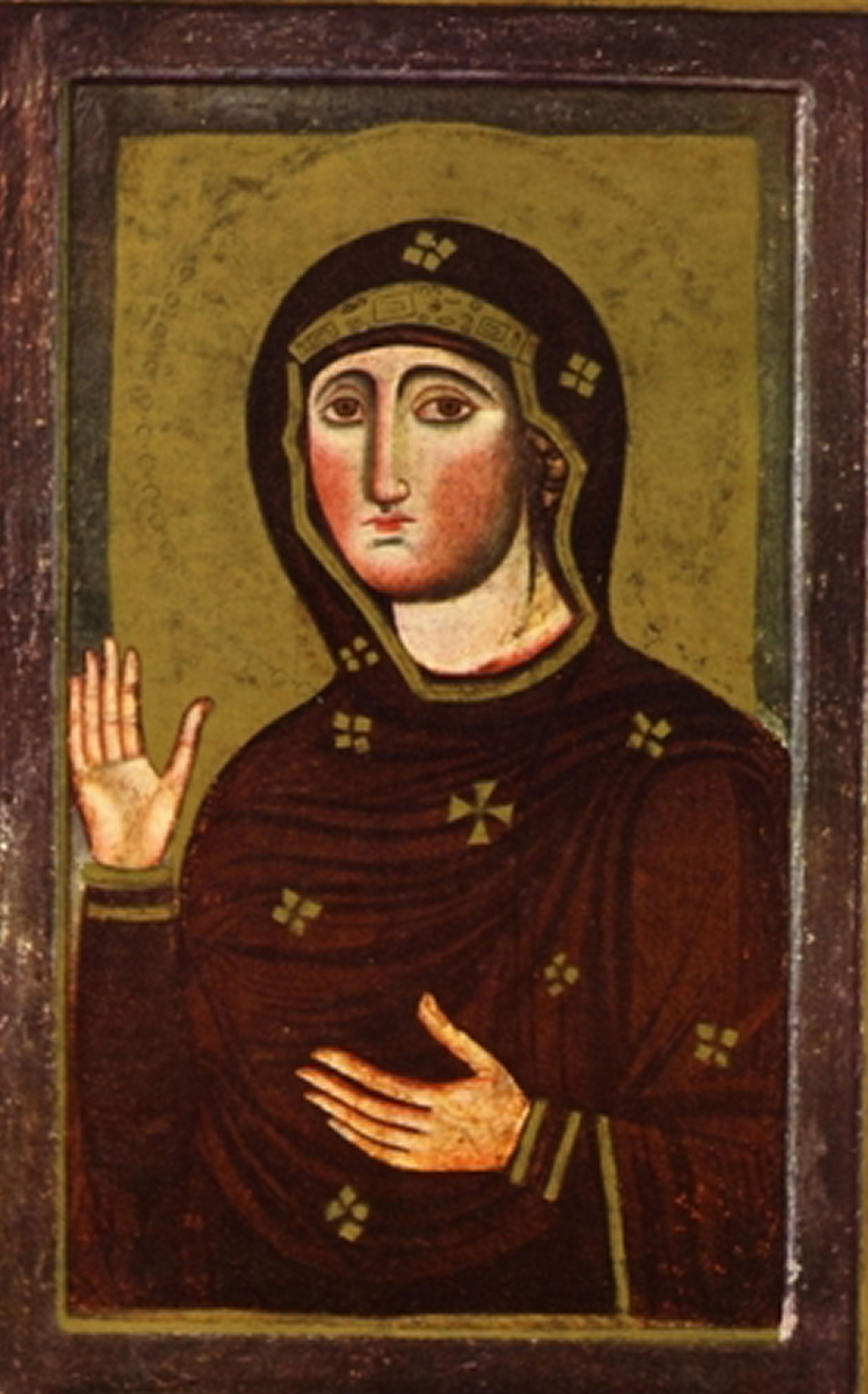
Мадонна Арачели. X век

В главном алтаре церкви установлена древняя и особо чтимая византийская чудотворная икона Богоматери X века, получившая название Мадонна Арачели. Икона была торжественно коронована Папой Урбаном VIII 29 марта 1636 года.
Слева от главного алтаря церкви установлен монументальный киворий типа ротонды в форме октогона на восьми колоннах с купольным покрытием (XVII век). В нём установлен саркофаг с мощами святой Елены, матери императора Константина Великого. Её мощи были перенесены в базилику в XVI веке. Внутри ротонды находится статуя святой Елены. Рядом на стене капеллы Святой Елены на фреске XII века изображено явление Богородицы императору Августу.
Рядом с капеллой находится вход в санктуарий Святого Младенца (итал. Santo Bambino di Aracoeli), в котором установлена деревянная скульптура, изображающая младенца Иисуса. Согласно преданию, она была вырезана из масличного дерева из сада Гефсимания в XV веке. Богато украшенная подношениями, драгоценностями и золочёной короной, она была предметом особой любви и почитания римлянами. В феврале 1994 года статуя была украдена. На её место установили копию.

## Произведения искусства

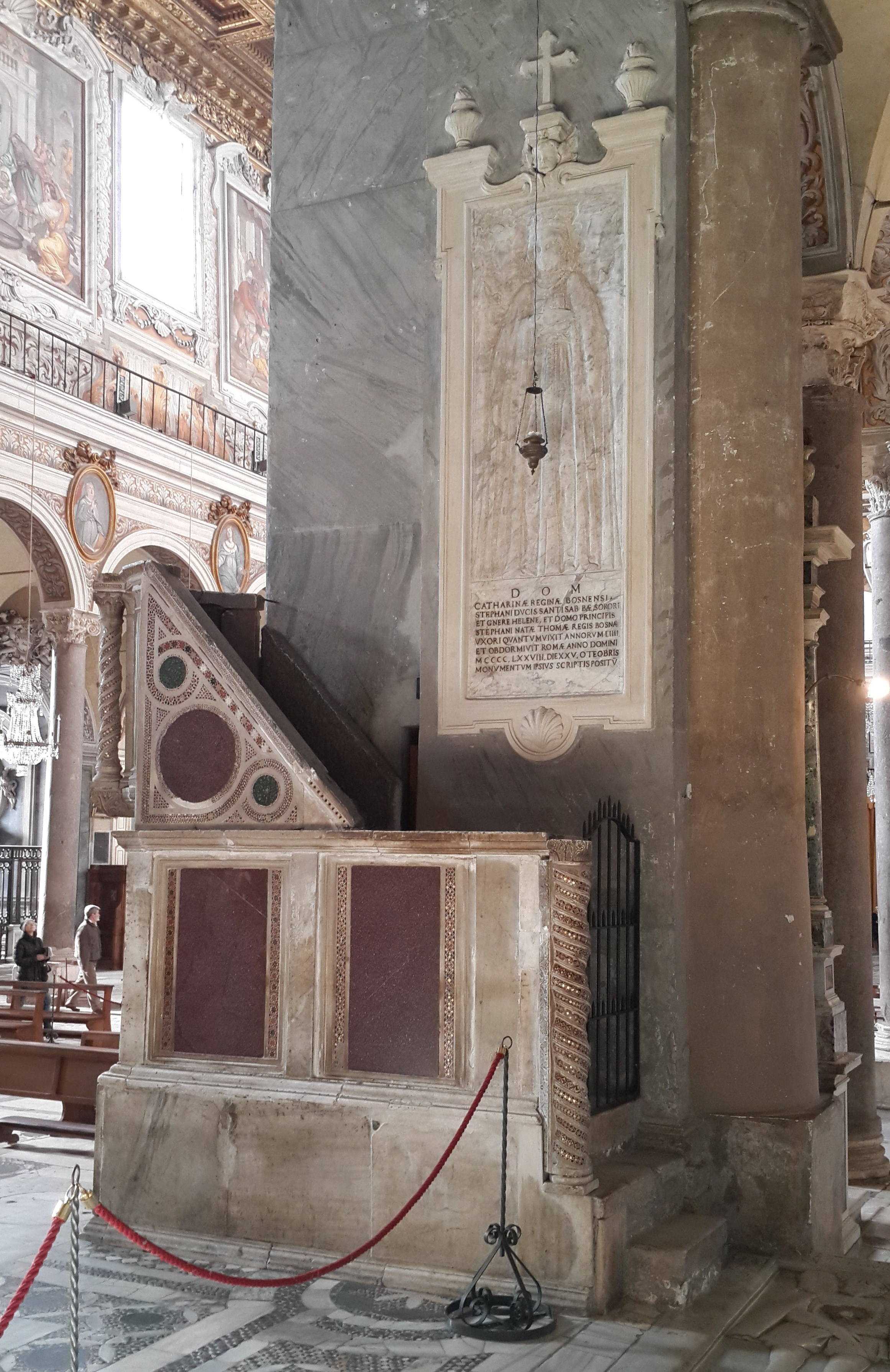
Надгробная плита Катарины Боснийской

В базилике находятся надгробие папы Гонория IV, усыпальницы различных аристократических семейств Рима с надгробиями работы, в числе прочих, Донателло и Микеланджело.
На одной из колонн центрального нефа левого ряда находится изображение, которое римляне называют «Мадонна Колонны» (итал. Madonna della Colonna). Подобные изображения часто встречаются в итальянских храмах — роспись по мрамору или фреска по штукатурке, покрывающей гранитную или мраморную колонну. В данном случае вокруг росписи сделано обрамление, превратившее икону в богато украшенный малый алтарь. Напротив расположен похожий алтарь Сан-Джакомо-делла-Марка (San Giacomo della Marca).
Первая капелла справа посвящена святому Бернардину Сиенскому. Капелла расписана сценами из его жизни художником умбрийской школы Пинтуриккьо (1485). Капелла Браччи у выхода из правого нефа содержит надгробие Чеккино Браччи, спроектированное Микеланджело. В люнете над боковым входом в южный неф снаружи церкви расположена уникальная мозаика, изображающая Мадонну с Младенцем и ангелами. Считается, что она выполнена в римской мастерской Космати под влиянием искусства Пьетро Каваллини, работавшего на рубеже XIII—XIV веков. Стиль этого мастера «характеризуется равновесием византийского влияния и классического искусства Рима».
В последней капелле правого нефа находится надгробный монумент семьи Савелли: древнеримский саркофаг переделан в надгробие Луки Савелли, мозаичное изображение Мадонны с Младенцем конца XIII века является работой Арнольфо ди Камбио.
Две кафедры по сторонам главного нефа (итал. pulpiti), облицованные мелкими кусочками разноцветного мрамора, — характерные произведения мастеров семьи Космати (конец XII века).

## Галерея

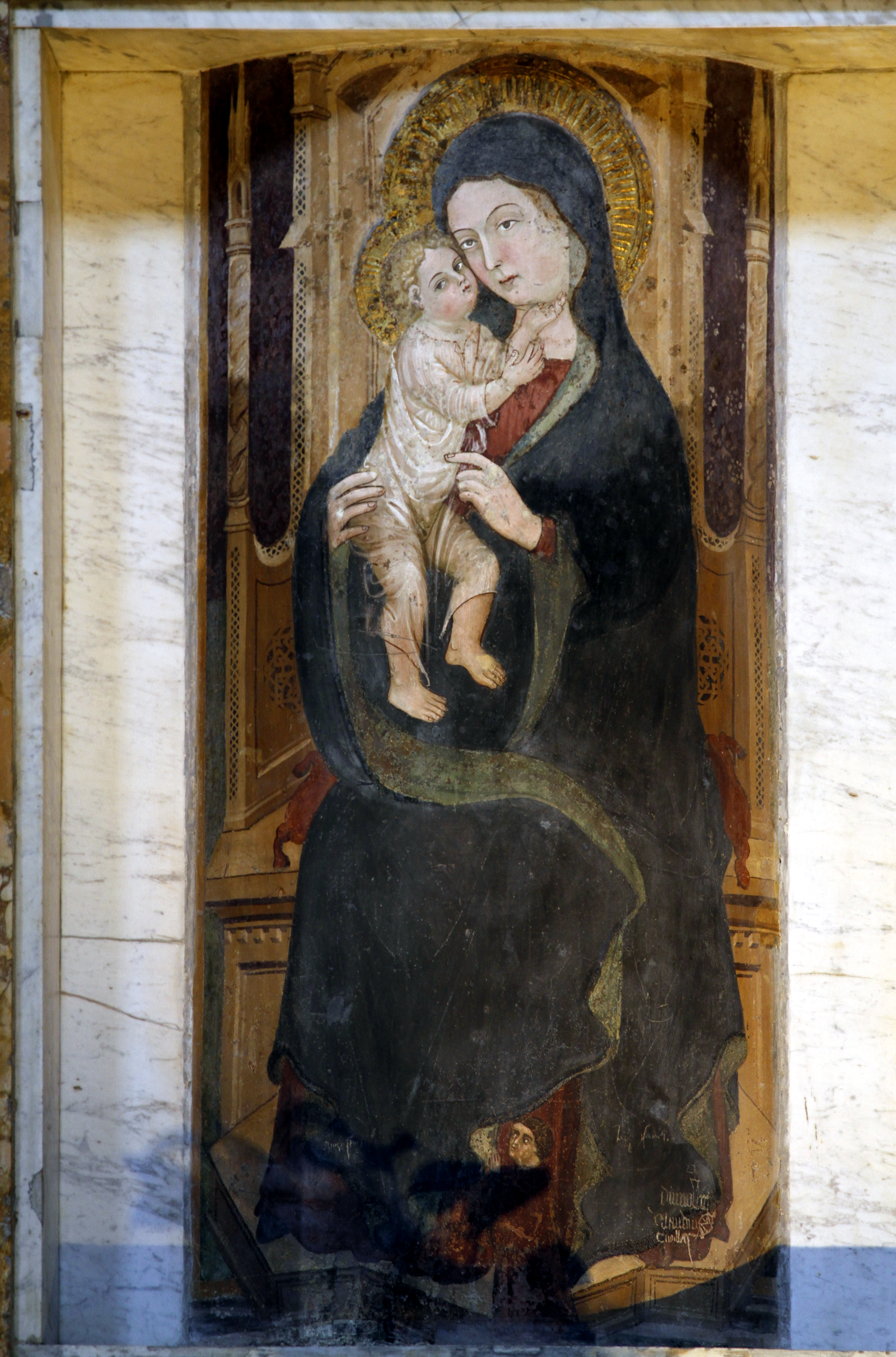
Мадонна делла Колонна
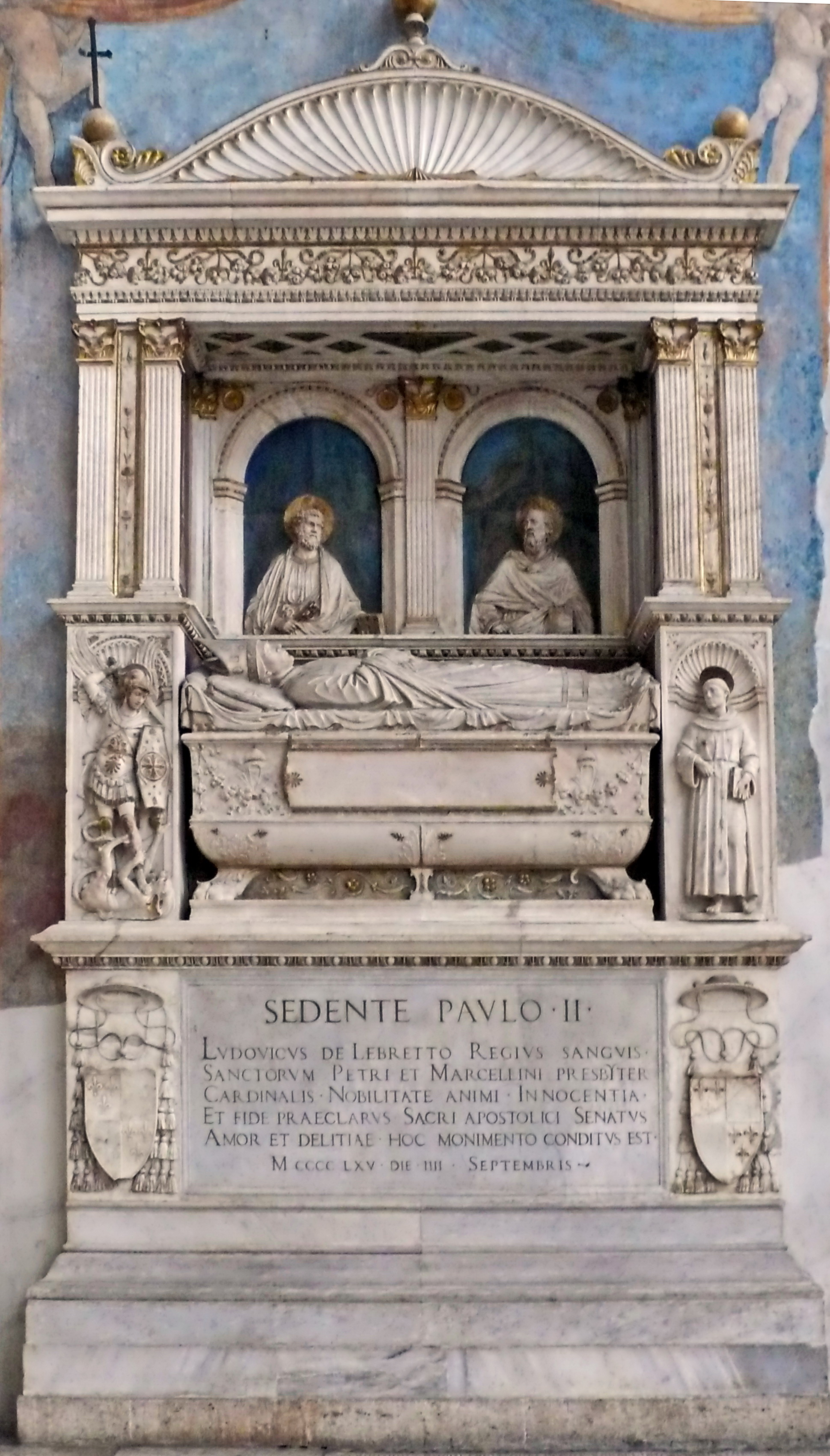
А. Бреньо. Надгробие кардинала Лодовико де Альбре. 1465
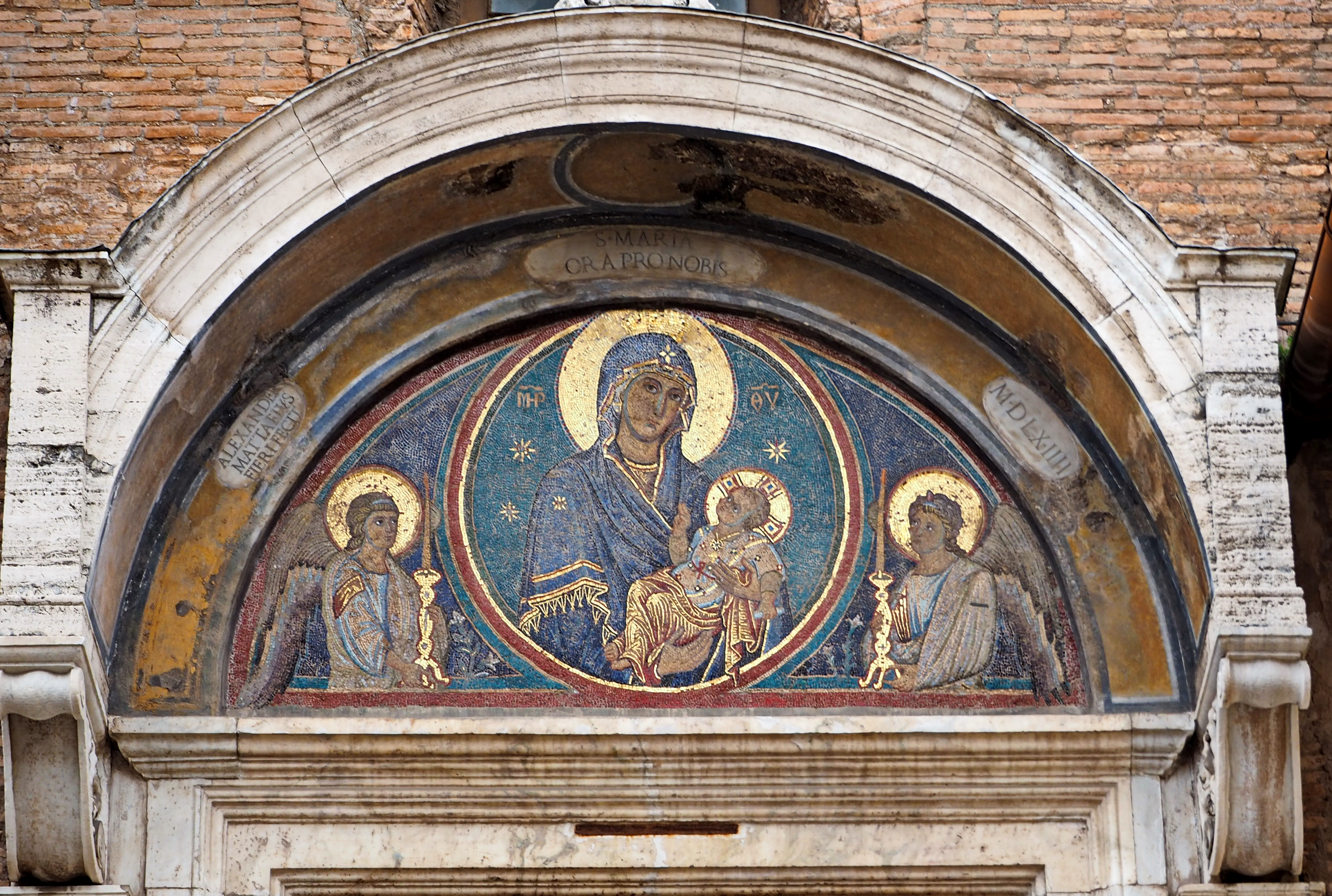
Мадонна с Младенцем и ангелы. Мозаика люнета южного портала церкви. XIV в.
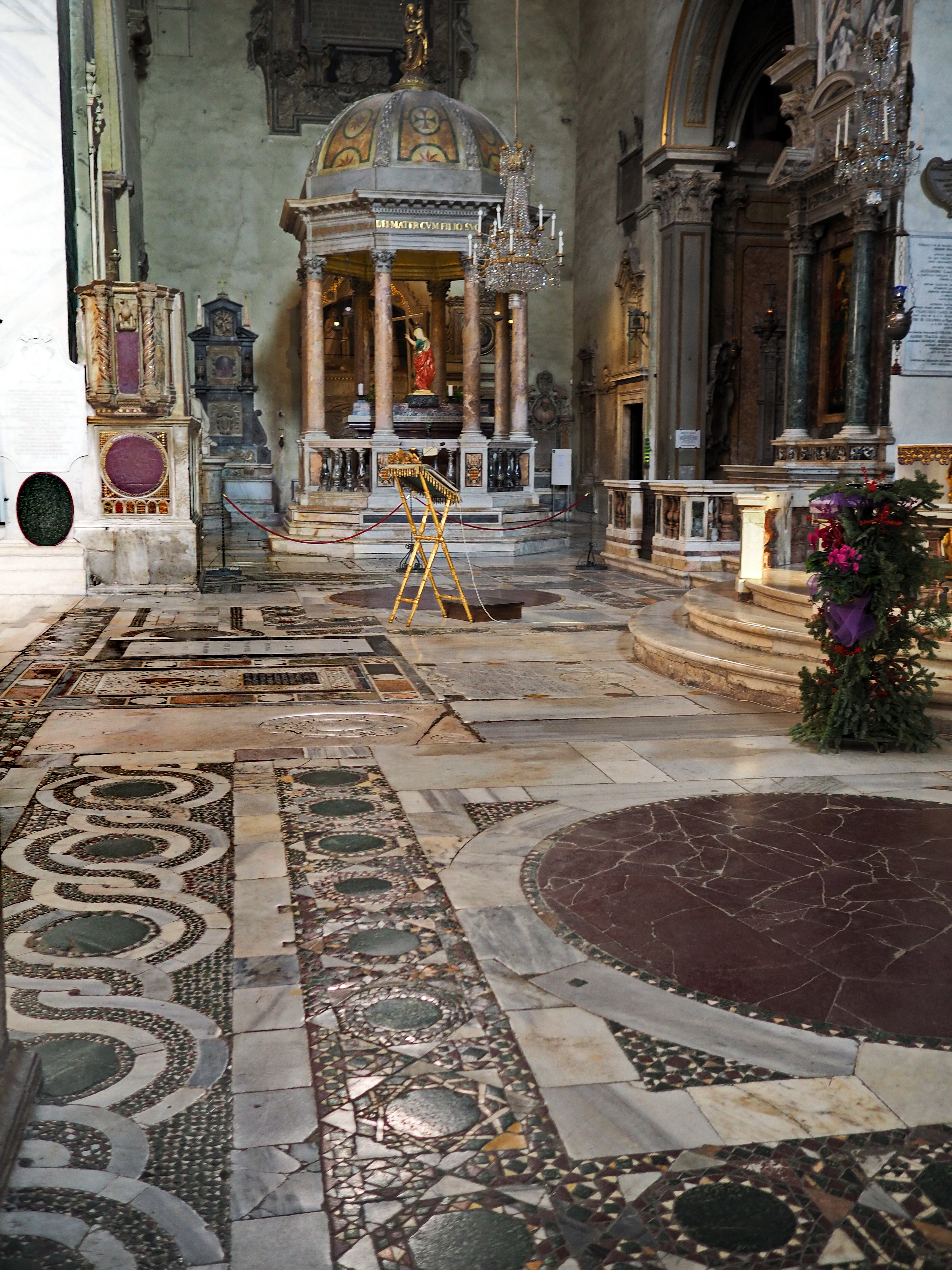
Пол работы мастеров Космати с видом на Ротонду Святой Елены
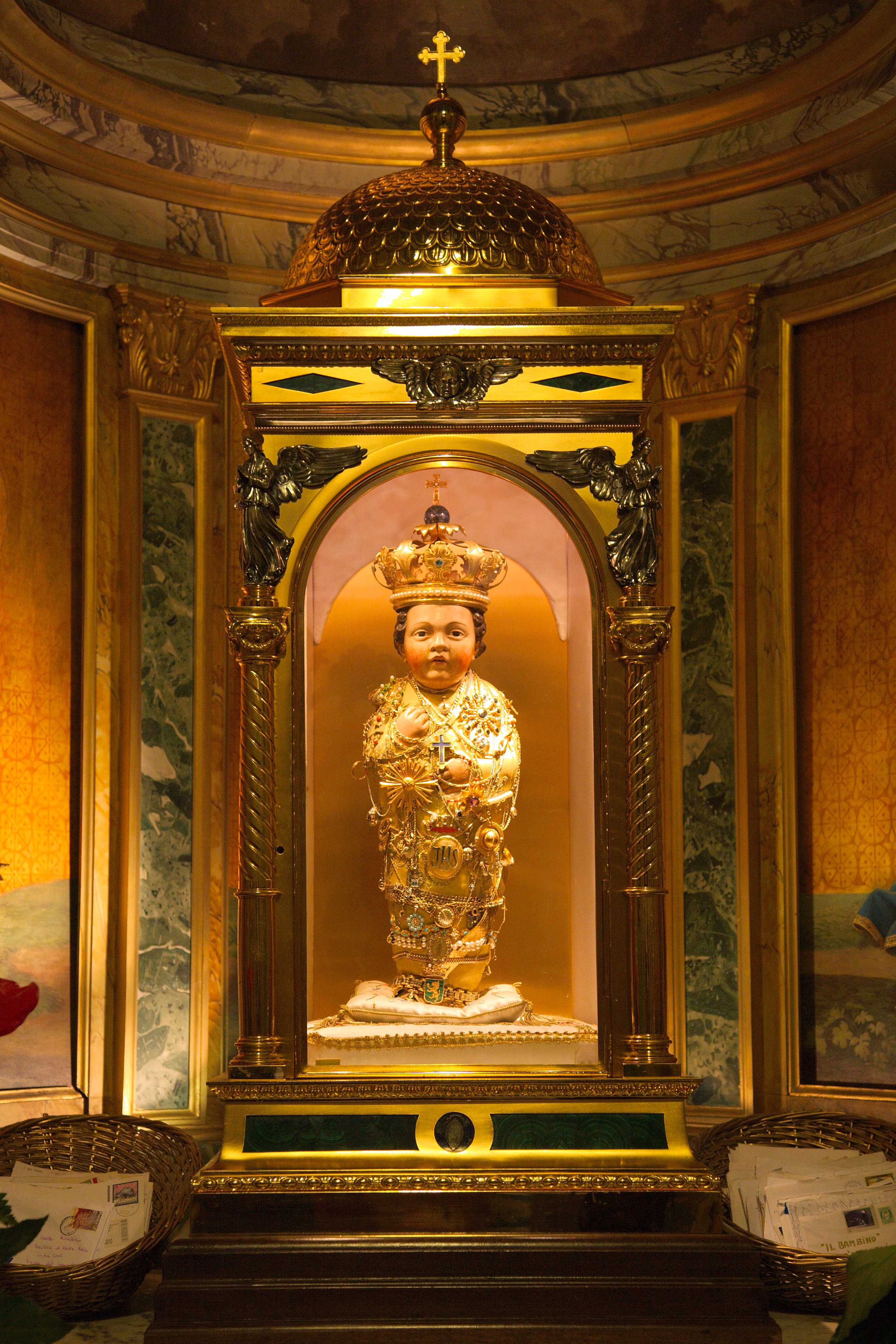
«Santo Bambino»
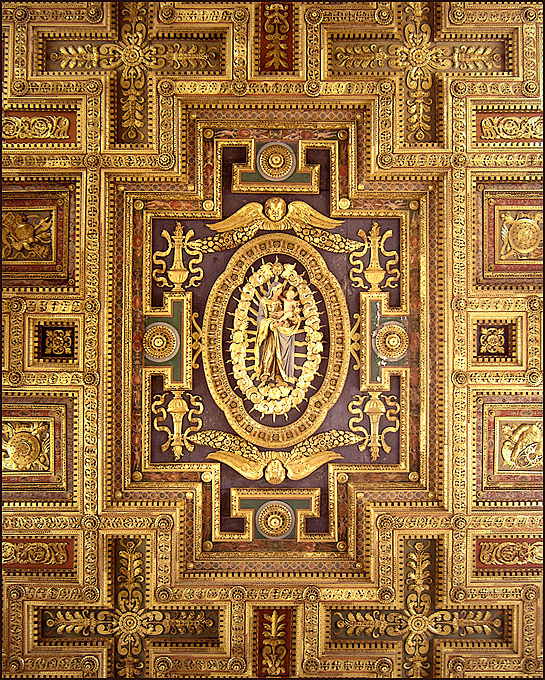
Деталь плафона